# Qmail
qmail（キューメイル）は、ダニエル・バーンスタインにより開発されたメール転送エージェント (MTA)。Unix系オペレーティングシステム (OS) で動作する。現在の最新バージョンは1998年6月15日にリリースされた1.03。

## 特徴
複雑化によりセキュリティホールが頻発したSendmailとは異なり、高速で、非常にシンプルかつ堅牢な構造を目指して作成された。1997年2月から公開されているが、運用上問題となる点はDoS攻撃に対する脆弱性（リソース制限で回避可能）のみで、その他に発見されたセキュリティホールはない。ちなみに、セキュリティホールを発見すると500ドルの賞金がもらえる。
設定に関しても、難解で煩雑なsendmailに対し、1ファイル1設定で簡素である。インストールした時点でオープンリレーができないようになっている。
メールボックスの形式は、堅牢さから独自に設計されたMaildir形式がデフォルトで、またそれが推奨されている。ただし、mboxで運用することも可能である。
バーチャルホストなどを実現するためのユーティリティとしての、vpopmailなど、様々な周辺ツールがあるが、原作者による開発が事実上終了しており、最新のOSでのコンパイルや、STARTTLS等、qmail開発当時にはなかった規格に対応しようとすると、非公式のパッチを探して当てなければならず、構築を複雑なものとしている。
他の一般的なMTAは、宛先不明のメールは受け取りを拒否するのに対し、qmailは、一旦受け取った後、差出人（エンベロープFrom）に送り返す動作をする。このため、スパムメール等の詐称に利用された第三者に大量のリターンメールを送信し、backscatter（後方拡散）またはcollateral spam（巻き添えスパム）と呼ばれる二次被害を起こすことがある。
また、改行コードの扱いについてもRFCに準拠しない動作をする問題がある。

### ライセンス
qmailは長らくソースコードの状態で配布が許され、コンパイル済みの状態で配布される場合には、
ディレクトリ構成を変更しないなど定められた条件に合致した場合のみ配布が許され、
各OSでの独自のソフトウェアパッケージを作成することは困難であった。
その後、2007年11月30日にダニエル・バーンスタインはqmailをパブリックドメインに置くことを宣言した
。
しかし作者は依然として、プログラムを/var/qmail以下に配置するなど、インタフェースをオリジナルと一致させることを推奨している。